# Barry McGuire

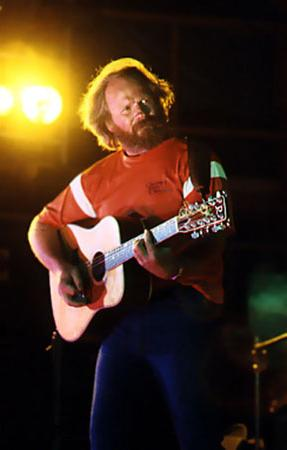
Barry McGuire in 1979.

Barry McGuire (Oklahoma City, 15 oktober 1935) is een Amerikaanse singer-songwriter. Zijn bekendste lied is het protestlied Eve of Destruction.

## Carrière
McGuire begon zijn carrière als duo met Barry Kane onder de naam Barry & Barry. Ze speelden folkmuziek. In 1962 sloten de twee zich aan bij de New Christy Minstrels, een folkband, waarin ook Kenny Rogers en Kim Carnes hun eerste schreden naar nationale roem deden. De groep had een paar hits, waaronder Green, Green, Three Wheels on My Wagon en This Land Is Your Land.
In januari 1965 verliet hij de groep en begon hij een solocarrière. Hij maakte kennis met de producer Lou Adler en de liedjesschrijver P.F. Sloan en nam samen met hen Eve of Destruction op. Hoewel het nummer door veel radiostations geboycot werd, bereikte het op 25 september 1965 de eerste plaats in de Billboard Hot 100. In totaal werden er 5 miljoen exemplaren van verkocht. Ook in Nederland was de plaat een succes en bereikte ze in oktober 1965 de derde plaats. In België haalde ze de 15e plaats. Barry McGuire scoorde daarna nooit meer een top 10-hit.
Kort na de single Eve of Destruction kwam een gelijknamige lp uit (die de 37e plaats in de Billboard 200 bereikte). Niet lang daarna verscheen McGuire weer in de studio om een nieuwe lp op te nemen: This Precious Time. Voor de achtergrondzang zorgde een onbekende groep met de naam The Mamas and the Papas. Na afloop van de opnamen vroegen de leden van de groep of ze zelf ook een van de nummers mochten opnemen waarop ze zojuist gezongen hadden. Dat nummer was California Dreamin' en het werd hun eerste hit. Barry McGuire wordt genoemd in hun latere lied Creeque Alley: ‘McGuinn and McGuire just a-gettin' higher in L.A.’ McGuinn is Roger McGuinn, ook een goede kennis van de groep.
Vanaf 1971 produceerde McGuire uitsluitend christelijke muziek. Hij schreef een groot deel van zijn liedjes zelf. Hij verhuisde naar Nieuw-Zeeland, maar kwam weer terug en vestigde zich in Californië. Op 11 oktober 2013 gaf McGuire in Almelo zijn laatste Europese optreden.

## Discografie (albums)
- Barry and Barry (1961)
- The Barry McGuire Album (1962)
- The New Christy Minstrels (1962)
- Live at Troubador (1962)
- Tall Tails (1962)
- Ramblin' (1963)
- Cowboys and Indians (1963)
- The New Christy Minstrels Christmas Album (1963)
- Land of Giants (1964)
- Advance to the Rear (1964)
- Eve of Destruction (1965)
- Star Folk with Barry McGuire (1965)
- This Precious Time (1966)
- World's Last Private Citizen (1967)
- Barry McGuire and the Doctor (1969)
- Seeds (1972)
- Lighten Up (1973)
- To the Bride (1974)
- C'mon Along (1976)
- Firewind (1976)
- Have You Heard (1977)
- Cosmic Cowboy (1978)
- The Witness (1978)
- Bullfrogs and Butterflies (1978)
- Inside Out (1979)
- Polka Dot Bear (1980)
- Best of Barry McGuire (1980)
- Finer Than Gold (1981)
- Exaltation (1981)
- Pilgrim (1989)
- El Dorado (1990)
- Let's Tend God's Earth (1991)
- Adventures on Son Mountain (1992)
- Journey to Bible Times (1993)
- When Dinosaurs Walked the Earth (1995)

## NPO Radio 2 Top 2000
| Nummer met noteringen in de NPO Radio 2 Top 2000 | '99 | '00 | '01 | '02 | '03 | '04 | '05 | '06 | '07 | '08 | '09 | '10 | '11  | '12  | '13  | '14  | '15  | '16  | '17  |
| ------------------------------------------------ | --- | --- | --- | --- | --- | --- | --- | --- | --- | --- | --- | --- | ---- | ---- | ---- | ---- | ---- | ---- | ---- |
| Eve of Destruction                               | 373 | 296 | 380 | 285 | 454 | 391 | 534 | 551 | 508 | 476 | 945 | 900 | 1014 | 1235 | 1373 | 1483 | 1366 | 1633 | 1724 |

1. ↑  Een vetgedrukt getal geeft de hoogste notering aan.
2. ↑  Deze tabel is bijgewerkt tot en met de laatste editie (2024).